# Чемпионат СССР по вольной борьбе 1974
30-й Чемпионат СССР по вольной борьбе проходил в Уфе  с 18 по 21 июля 1974 года. В соревнованиях участвовало 195 борцов.

## Медалисты
| Весовая категория   | Золото                                        | Серебро                                     | Бронза                                       |
| ------------------- | --------------------------------------------- | ------------------------------------------- | -------------------------------------------- |
| Наилегчайший вес    | Фёдор Баумбах Вооружённые Силы (Алма-Ата)     | Анатолий Харитонюк «Спартак» (Киев)         | Михаил Ноговицын «Буревестник» (Киев)        |
| Легчайший вес       | Александр Иванов Вооружённые Силы (Алма-Ата)  | Арсен Алахвердиев «Буревестник» (Махачкала) | Тельман Пашаев «Спартак» (Баку)              |
| Полулёгкий вес      | Владимир Юмин «Труд» (Махачкала)              | Энвер Абдураманов «Динамо» (Ташкент)        | Рамазан Нурманов Вооружённые Силы (Алма-Ата) |
| Лёгкий вес          | Батал-Мухамед Гаджиев «Динамо» (Махачкала)    | Владимир Чертков «Урожай» (Киев)            | Иван Кулешов Вооружённые Силы (Киев)         |
| 1-й полусредний вес | Насрула Насрулаев «Динамо» (Махачкала)        | Павел Пинигин Профсоюзы (Киев)              | Ихаку Гайдарбеков «Урожай» (Махачкала)       |
| 2-й полусредний вес | Руслан Ашуралиев «Урожай» (Махачкала)         | Акакий Хохашвили «Гантиади» (Тбилиси)       | Александр Айрапетянц «Спартак» (Ереван)      |
| 1-й средний вес     | Виктор Новожилов «Динамо» (Ленинград)         | Ровышан Ингельдиев «Спартак» (Москва)       | Алексей Поляков Вооружённые Силы (Алма-Ата)  |
| 2-й средний вес     | Леван Тедиашвили «Гантиади» (Тбилиси)         | Анатолий Прокопчук «Спартак» (Москва)       | Бекхан Тунгаев Вооружённые Силы (Грозный)    |
| Полутяжёлый вес     | Эльбрус Икаев Вооружённые Силы (Орджоникидзе) | Малхаз Цнобиладзе «Динамо» (Тбилиси)        | Николай Муханов Вооружённые Силы (Киев)      |
| Тяжёлый вес         | Сослан Андиев «Динамо» (Орджоникидзе)         | Владимир Паршуков «Спартак» (Сыктывкар)     | Борис Бигаев Вооружённые Силы (Киев)         |